# 森本ゆう子
森本 ゆう子（もりもと ゆうこ、1974年1月6日 - ）は、大阪府出身の元女子サッカー選手、元女子フットサル選手、サッカー指導者。元サッカー日本女子代表。

## 来歴
プリマハムFCくノ一でプレー。1992年の第4回日本女子サッカーリーグでは、ヤングプレーヤー賞に選出された。
サッカー日本女子代表では、1993年12月の1993 AFC女子選手権で代表に選出された。12月6日の大会2試合目、フィリピン代表との試合でデビューした。その後、代表での出場は少なかったが、1997 AFC女子選手権の日本代表に選出。大会では全5試合に出場、2得点だった。1998年まで通算で10試合に出場し、2得点した。
引退後は伊賀市のフットサルチーム member of the gangで活動、2014年に愛知県一宮市のアスレジーナユニアオあいちに移籍。2017年から開催された日本女子フットサルリーグにチームが加盟しサッカー、フットサル共に日本女子リーグの発足時に選手を経験している。リーグ最年長プレーヤーで、女子の「キングカズ」とも言われた。2021年3月に退団。

## タイトル

### 個人
- 日本女子サッカーリーグ ヤングプレーヤー賞 (1992年)

## 代表歴
- 1993年12月6日 - 日本女子代表初出場 -  フィリピン戦(1993 AFC女子選手権)
- 1997年12月5日 - 日本女子代表初得点 -  グアム戦(1997 AFC女子選手権)

### 出場大会など
- 1993 AFC女子選手権（3位）
- 1997 AFC女子選手権（3位）

### 試合数
| 日本代表 | 国際Aマッチ | 国際Aマッチ |
| 年       | 出場        | 得点        |
| -------- | ----------- | ----------- |
| 1993     | 2           | 0           |
| 1994     | 1           | 0           |
| 1997     | 5           | 2           |
| 1998     | 2           | 0           |
| 通算     | 10          | 2           |

### 出場
| #  | 開催日         | 開催地       | 会場                               | 相手                   | 結果  | 監督   | 大会               |
| -- | -------------- | ------------ | ---------------------------------- | ---------------------- | ----- | ------ | ------------------ |
| 1  | 1993年12月06日 | クチン       |                                    | フィリピン             | ○15-0 | 鈴木保 | アジア選手権       |
| 2  | 1993年12月08日 | クチン       |                                    | 香港                   | ○4-0  | 鈴木保 | アジア選手権       |
| 3  | 1994年08月21日 | ドブニッツア |                                    | オーストリア           | ○1-0  | 鈴木保 | スロバキア国際大会 |
| 4  | 1997年12月05日 | 番禺         |                                    | グアム                 | ○21-0 | 宮内聡 | アジア選手権       |
| 5  | 1997年12月07日 | 番禺         |                                    | インド                 | ○1-0  | 宮内聡 | アジア選手権       |
| 6  | 1997年12月09日 | 番禺         |                                    | 香港                   | ○9-0  | 宮内聡 | アジア選手権       |
| 7  | 1997年12月12日 | 広州         |                                    | 朝鮮民主主義人民共和国 | ●0-1  | 宮内聡 | アジア選手権       |
| 8  | 1997年12月14日 | 広州         |                                    | チャイニーズタイペイ   | ○2-0  | 宮内聡 | アジア選手権       |
| 9  | 1998年05月21日 | 兵庫県       | 神戸総合運動公園ユニバー記念競技場 | アメリカ合衆国         | ●0-2  | 宮内聡 | キリンカップ       |
| 10 | 1998年05月24日 | 神奈川県     | 横浜国際総合競技場                 | アメリカ合衆国         | ●0-3  | 宮内聡 | キリンカップ       |

### ゴール
| # | 開催年月日    | 開催地 | 対戦国 | 勝敗   | 試合概要           |
| - | ------------- | ------ | ------ | ------ | ------------------ |
| 1 | 1997年12月5日 | 番禺   | グアム | ○ 21-0 | 1997 AFC女子選手権 |
| 2 | 1997年12月9日 | 番禺   | 香港   | ○ 9-0  | 1997 AFC女子選手権 |